# Pont Audemer
Pont-Audemer er en kommune i Eure departmentet i Normandie regionen i det nordvestlige Frankrig. Byen er hovedby i cantonet af samme navn.

## Geografi
Byen ligger ved Risle mellem Roumois og Lieuvin.

## Seværdigheder
Byen blev sparet for alvorlige skader på de historiske bygninger under slaget om Normandiet. I dag er bindingsværkshusene og kanalerne, som løber mellem dem en turistattraktion. Kirken Saint-Ouen er kendt for sine middelalderlige glasmalerier.

## Berømte bysbørn
- Laetitia Casta, supermodel, blev født i byen i 1978
- Hervé Morin, politiker og forsvarsminister blev født her i 1961

## Transport
Pont-Audemer har ingen jernbaneforbindelse, men stationen holder åbent og sælger billetter. PontAuRail, en bevaret jernbane kører med to skinnebusser fra Pont-Audemer til Honfleur.

## Forskelligt
Indtil 1926 var Pont-Audemer sæde for et underpræfektur i Eure départementet.
Byen omtales i et digt af Paul Verlaine med titlen Apollo fra Pont-Audemer.